# 雅各·阿曼
雅各·阿曼（Jakob Ammann，1644年2月12日—1712年至1730年），瑞士门诺會傳教士，阿米什派的创始人。“阿米什”（Amish）之名，即由阿曼（Ammann）而得來。